# Fermiu

Fermiu

Configurația electronică a atomului de fermiu

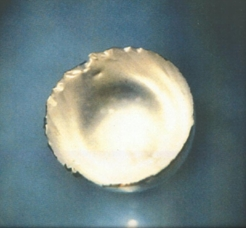
Aliaj din fermiu și yterbiu

Fermiul este un element chimic sintetic din categoria actinidelor, care are numărul atomic 100 și simbolul chimic Fm. Este cel mai greu element ce se poate obține prin bombardarea cu neutroni ai elementelor ușoare și ultimul element ce se poate obține în cantități macroscopice, dar nu s-a reușit încă obținerea de fermiu metalic pur. Se cunosc 19 izotopi, din care 257Fm este cel mai stabil, având timp de înjumătățire de 100,5 zile.

## Istoric
A fost descoperit prima dată în resturile rămase de la explozia primei bombe cu hidrogen ("Ivi Mike") din 1 noiembrie 1952, fiind și primul test de succes al bombei cu hidrogen.